# Ophidiidae
Ophidiidae är en familj av fiskar. Ophidiidae ingår i ordningen ormfiskartade fiskar, klassen strålfeniga fiskar, fylumet ryggsträngsdjur och riket djur. Enligt Catalogue of Life omfattar familjen Ophidiidae 249 arter.

## Dottertaxa till Ophidiidae, i alfabetisk ordning[1]
- Abyssobrotula
- Acanthonus
- Alcockia
- Apagesoma
- Barathrites
- Barathrodemus
- Bassogigas
- Bassozetus
- Bathyonus
- Benthocometes
- Brotula
- Brotulotaenia
- Cherublemma
- Chilara
- Dannevigia
- Dicrolene
- Enchelybrotula
- Epetriodus
- Eretmichthys
- Genypterus
- Glyptophidium
- Holcomycteronus
- Homostolus
- Hoplobrotula
- Hypopleuron
- Lamprogrammus
- Lepophidium
- Leptobrotula
- Leucicorus
- Luciobrotula
- Mastigopterus
- Monomitopus
- Neobythites
- Neobythitoides
- Ophidion
- Otophidium
- Parophidion
- Penopus
- Petrotyx
- Porogadus
- Pycnocraspedum
- Raneya
- Selachophidium
- Sirembo
- Spectrunculus
- Spottobrotula
- Tauredophidium
- Typhlonus
- Ventichthys
- Xyelacyba